# Halakha leMoshe miSinaï
 (mai 2020).
Si vous disposez d'ouvrages ou d'articles de référence ou si vous connaissez des sites web de qualité traitant du thème abordé ici, merci de compléter l'article en donnant les références utiles à sa vérifiabilité et en les liant à la section « Notes et références ».
Une halakha leMoshe miSinaï (hébreu : הלכה למשה מסיני « loi [venant] de Moïse sur le Sinaï ») est, dans la littérature des Sages, une loi orale sans base scripturaire ni herméneutique mais néanmoins dotée d’une autorité biblique car elle aurait été transmise par Dieu à Moïse lors du don de la Torah sur le mont Sinaï.
Le terme est également appliqué par extension à des lois dont la force est telle qu’elles doivent être suivies sans autre explication.

## Les halakhot leMoshe miSinaï dans la littérature des Sages
Les halakhot leMoshe miSinaï n’ont, par définition, pas de source scripturaire dans les cinq livres de la Torah, à l’image des rites de l’abattage par jugulation, dont il est dit « [Tu abattras] ton gros ou menu bétail … de la manière que je t’ai prescrite » (Deutéronome 12:20-21), sans qu’aucun détail ne figure quant à cette « manière que je t’ai prescrite ». Introduites par des termes comme amar Ra'hamana (« le Miséricordieux a dit »), beemet amrou (« en vérité, ils ont dit ») ou gmirei (« il a été transmis »), ces lois sont enseignées et prescrites au nom de la seule transmission de maître en maître depuis Moïse.
Les rabbins s’efforcent cependant de trouver un lien scripturaire à ces lois, aussi ténu soit-il, par divers procédés dont le remez. Ainsi, la cérémonie de la libation d’eau, dont on ne trouve aucune évocation directe dans le Pentateuque, y serait en réalité glissée au moyen d’un indice allusif (remez), en l’occurrence trois lettres apparemment superflues dans les versets relatifs à la fête des tentes et qui forment ensemble le mot mayim (« eau »).
Par ailleurs, nombre de halakhot leMoshe miSinaï ont été rattachées à un verset utilisé comme « appui » mnémonique (asmakhta). C’est ainsi que la dispense pour les femmes des prescriptions relatives à la soukka « s’appuie » sur Lévitique 23:42 (« Vous demeurerez dans des tentes durant sept jours ; tout indigène en Israël demeurera sous la tente ») sans que rien dans le verset ne permette de déduire cette loi. Le procédé aurait, selon les rabbins, été inventé par les prophètes et nombre de lois consignées pour la première fois dans leurs livres sans qu’on puisse les rattacher à la Torah de Moïse, comme l’obligation de confectionner les tuniques sacerdotales en lin ou l’interdiction pour l’incirconcis d’officier dans le Temple, seraient des mises en mot de pratiques en usage depuis le Sinaï.
Les halakhot leMoshe miSinaï se passent d’explication : illustrant ce principe, le Talmud met en scène Moïse lui-même au dernier rang de l’académie de Rabbi Akiva, peinant à suivre les raisonnements du docteur et à identifier la source des lois qu’il expose ; un étudiant interrompt le maître, le prie de fournir la source pour une de ces lois et s’entend répondre qu’il s’agit d’une halakha leMoshe miSinaï. Il n’est pas interdit d’en chercher les ou une des raisons mais il est obligatoire de s’y conformer.